# Struthio
Los estrucios (Struthio) son un género de aves estrutioniformes de la familia Struthionidae nombrados comúnmente como avestruz.

## Especies
Comprende las siguientes especies:
- Struthio camelus Linnaeus, 1758
- Struthio molybdophanes Reichenow, 1883

Además incluye las siguientes especies fósiles:
- Struthio asiaticus Milne-Edwards, 1871
- Struthio coppensi Mourer-Chauviré et al., 1996
- Struthio indicus Bidwell
- Struthio karatheodoris Forsyth Major
- Struthio novorossicus Alexeiev
- Struthio odlawayi Lowe
- Struthio wimani Lowe